# Noonthorangee Range
Noonthorangee Range är en bergskedja i Australien. Den ligger i delstaten New South Wales, i den sydöstra delen av landet, omkring 900 kilometer väster om delstatshuvudstaden Sydney.
Omgivningarna runt Noonthorangee Range är i huvudsak ett öppet busklandskap. Trakten runt Noonthorangee Range är nära nog obefolkad, med mindre än två invånare per kvadratkilometer. Genomsnittlig årsnederbörd är 278 millimeter. Den regnigaste månaden är februari, med i genomsnitt 67 mm nederbörd, och den torraste är oktober, med 1 mm nederbörd.